# Homaid Abdulla Al Shemmari
Homaid Abdulla Al Shemmari (al-'Ayn, 7 agosto 1967) è un manager emiratino, chief executive officer della Mubadala Development Company.

## Vita
Nato nel 1967 ad Al-Ayn, città oasi degli Emirati Arabi, a sud di Abu Dhabi.
Si è laureato in Scienza dell'Ingegneria Aeronautica all'Embry-Riddle Aeronautical University (ERAU) di Daytona Beach, in Florida.
Prima di entrare come direttore esecutivo (Executive Director) della 'business unit' in Mubadala Aerospace, specializzata nei settori aerospaziali, di difesa e delle comunicazioni tecnologiche, Homaid Abdulla Al Shemmari è stato un tenente colonnello nelle Forze Armate degli Emirati Arabi Uniti, con incarichi nell'aviazione militare, operando dalla manutenzione ai rifornimenti, alla logistica.

## Carriera
Guida lo sviluppo di partnership strategiche con i principali leader del settore internazionale.
Al Shemmari è l'amministratore delegato (Chief Executive Officer) dell'Aerospazio e dei Servizi ingegneristici della Mubadala Development Company - lo sceicco Khaldoon Al Mubarak è il numero uno del fondo Mubadala -, si tratta di una società di investimento e sviluppo commerciale interamente controllata dal governo di Abu Dhabi che, dal 2014, fra l'altro, controlla la Etihad ed è l'azionista di maggioranza dell'italiana Piaggio Aerospace e, dal 2015, ne è diventata unica azionista al 100%, siglando importanti accordi con l'Aeronautica militare italiana
, resi possibili dal nuovo progetto di sostegno alle imprese aeronautiche avviato dal MISE
.
Ha raggiunto i vertici di importanti compartimenti come Presidente del consiglio di amministrazione (chairman) della EDIC (Emirate Defence Industries Company), della Abu Dhabi Ship Building Company, della Strata Manufacturing attiva nella progettazione, sviluppo e costruzione di aerostrutture che ha progetto di collaborazione con l'Alenia Aermacchi (risale al 2008 un importante accordo di partnership industriale nel settore dell'alta tecnologia con Finmeccanica S.p.A.), della Maximus Air Cargo, della Abu Dhabi Aircraft Technologies (ADAT), della Advanced Military Maintenance, Repair and Overhaul Center (AMMROC) e della ADASI; è, inoltre, membro del consiglio della Mubadala Petroleum, della Abu Dhabi Future Energy Company (Masdar), della Abu Dhabi Aviation, della Royal Jet, della GlobalFoundries, della Piaggio Aero Industries Spa, della Yahsat.
Secondo le indiscrezioni del sito web Dagospia, un incontro tesissimo tra l’amministratore delegato di Finmeccanica Mauro Moretti e il manager emiratino Homaid Al Shemmari, accaduto alla fine del mese di gennaio del 2015, avrebbe avuto strascichi diplomatici risolti solo dopo l'intervento del presidente del Consiglio dei Ministri Matteo Renzi.
Nel settembre del 2015 Al Shemmari ha partecipato ai lavori del Forum Ambrosetti, a Cernobbio.